# Listă de jocuri video de rol din 2016–2017
Acesta este un index cuprinzător al jocurilor video de rol comerciale, sortate cronologic după anul apariției. Informațiile referitoare la data lansării, dezvoltatorul, editura, sistemul de operare, subgenul și notabilitatea sunt furnizate acolo unde sunt disponibile. Tabelul poate fi sortat făcând clic pe casetele mici de lângă titlurile coloanelor. Această listă nu include MUD-uri sau MMORPG-uri. Include jocuri roguelike, de acțiune și tactice (timp real).

Aceasta este o listă de jocuri video de rol din 2016 – 2017.

## Legenda
| Platforme de jocuri video |
| ------------------------- |

| 3DS   | Nintendo 3DS                   |
| CROSS | Cross-platform                 |
| DROI  | Platforma nu este recunoscută. |
| iOS   | iOS                            |

| LIN | Linux                          |
| MAC | Macintosh / Mac OS             |
| NX  | Platforma nu este recunoscută. |
| PS4 | Platforma nu este recunoscută. |

| PSV  | Platforma nu este recunoscută. |
| WIN  | Microsoft Windows              |
| XOne | Platforma nu este recunoscută. |
|      |                                |

| 3DS   | Nintendo 3DS                   |
| CROSS | Cross-platform                 |
| DROI  | Platforma nu este recunoscută. |
| iOS   | iOS                            |

| LIN | Linux                          |
| MAC | Macintosh / Mac OS             |
| NX  | Platforma nu este recunoscută. |
| PS4 | Platforma nu este recunoscută. |

| PSV  | Platforma nu este recunoscută. |
| WIN  | Microsoft Windows              |
| XOne | Platforma nu este recunoscută. |
|      |                                |

| Tipuri de lansări |
| ----------------- |

| Rerel  | Jocul a fost relansat pe aceeași platformă cu modificări minore sau fără modificări.                                                                                     |
| Port   | Jocul a apărut pentru prima dată pe o altă platformă. Este la fel ca originalul, cu puține sau deloc diferențe.                                                          |
| Remake | Jocul este un remake îmbunătățit al celui original, lansat pe aceeași platformă sau pe o platformă diferită, cu modificări ale graficii, sunetului și/sau gameplay-ului. |
| Compl  | O compilație, antologie sau colecție de mai multe titluri, de obicei (dar nu întotdeauna) aparținând aceleiași serii.                                                    |
| Limit  | O lansare specială (numită adesea Limited sau Collector’s Edition) cu material bonus de colecție. Adesea este furnizată persoanelor care pre-comandă un joc.             |

| Rerel  | Jocul a fost relansat pe aceeași platformă cu modificări minore sau fără modificări.                                                                                     |
| Port   | Jocul a apărut pentru prima dată pe o altă platformă. Este la fel ca originalul, cu puține sau deloc diferențe.                                                          |
| Remake | Jocul este un remake îmbunătățit al celui original, lansat pe aceeași platformă sau pe o platformă diferită, cu modificări ale graficii, sunetului și/sau gameplay-ului. |
| Compl  | O compilație, antologie sau colecție de mai multe titluri, de obicei (dar nu întotdeauna) aparținând aceleiași serii.                                                    |
| Limit  | O lansare specială (numită adesea Limited sau Collector’s Edition) cu material bonus de colecție. Adesea este furnizată persoanelor care pre-comandă un joc.             |

| Note despre genuri |
| ------------------ |

| Action RPG   | Joc video de rol de acțiune.              |
| Tactical RPG | Joc video de rol tactic.                  |
| Roguelike    | Roguelike.                                |
| MMORPG       | Joc de rol cu multiplayer online în masă. |
| MUD          | MUD.                                      |

| FPS/RPG | Shooter first-person / Joc video de rol hibrid (Joc video de rol shooter).                            |
| RTS/RPG | Joc de strategie în timp real / Joc video de rol hibrid (Joc video de rol de strategie în timp real). |
| WRPG    | Joc de rol în stil western.                                                                           |
| JRPG    | Joc de rol în stil japonez.                                                                           |
| Eroge   | Joc japonez cu conținut erotic.                                                                       |

| Action RPG   | Joc video de rol de acțiune.              |
| Tactical RPG | Joc video de rol tactic.                  |
| Roguelike    | Roguelike.                                |
| MMORPG       | Joc de rol cu multiplayer online în masă. |
| MUD          | MUD.                                      |

| FPS/RPG | Shooter first-person / Joc video de rol hibrid (Joc video de rol shooter).                            |
| RTS/RPG | Joc de strategie în timp real / Joc video de rol hibrid (Joc video de rol de strategie în timp real). |
| WRPG    | Joc de rol în stil western.                                                                           |
| JRPG    | Joc de rol în stil japonez.                                                                           |
| Eroge   | Joc japonez cu conținut erotic.                                                                       |

## Lista
| An                  | Titlu                                        | Dezvoltator                                                        | Editură                                         | Setări              | Platformă                        | Subgen   | Serie/Note                            | Țara de origine                                                                                  |         |
| ------------------- | -------------------------------------------- | ------------------------------------------------------------------ | ----------------------------------------------- | ------------------- | -------------------------------- | -------- | ------------------------------------- | ------------------------------------------------------------------------------------------------ | ------- |
| 2016 (WW)           | Adventures of Mana                           | Square Enix                                                        | Square Enix                                     | Fantezie            | CROSS (DROI, iOS, PSV)           | Remake   | Action RPG                            | Refacere a Final Fantasy Adventure, lansat inițial în 1991 pentru Game Boy. Parte a seriei Mana. | Japonia |
| 2016 (WW)           | 7 Mages                                      | Napoleon Games                                                     | Napoleon Games                                  | Fantezie            | CROSS (DROI, LIN, WIN, MAC, iOS) | Original | Turn-based, Dungeon crawl             | -                                                                                                | Cehia   |
| 2016 (WW)           | Aurion: Legacy of the Kori-Odan              | Kiro'o Games                                                       | Kiro'o Games                                    | Fantezie            | WIN                              | Original | Action RPG                            | -                                                                                                | CM      |
| 2016 (JP) 2017 (WW) | Akiba's Beat                                 | Acquire                                                            | Acquire (JP), PQube (EU), Xseed Games (NA)      | Urban fantasy       | PS4                              | Original | Action RPG                            | A treia parte a seriei Akiba's Trip.                                                             | Japonia |
| 2016                | Baldur's Gate: Siege of Dragonspear          | Beamdog                                                            | Beamdog                                         | Fantezie            | DROI, WIN                        | Original | CRPG                                  |                                                                                                  |         |
| 2016                | Banner Saga 2, The                           | Stoic                                                              | Versus Evil                                     |                     |                                  | Original | Tactical RPG                          |                                                                                                  |         |
| 2016                | Caligula Effect, The                         | Aquria                                                             | Furyu Corporation, Atlus USA                    |                     | PSV                              | Original |                                       |                                                                                                  | Japonia |
| 2016                | Dark Souls III                               | FromSoftware                                                       | Bandai Namco Entertainment, FromSoftware        |                     | WIN, PS4, XOne                   | Original | Action RPG                            | Souls                                                                                            |         |
| 2016                | Darkest Dungeon                              | Red Hook Studios                                                   | Red Hook Studios                                |                     | LIN, WIN, MAC, PSV, PS4          | Original |                                       |                                                                                                  | CA      |
| 2016                | DarkMaus                                     | Daniel Wright                                                      |                                                 |                     |                                  | Original | Action RPG                            |                                                                                                  |         |
| 2016                | Destiny: Rise of Iron                        | Bungie                                                             | Activision Publishing, Inc.                     |                     | PS4, XOne                        |          | Action RPG, FPS                       |                                                                                                  | SUA     |
| 2016                | Deus Ex: Mankind Divided                     | Eidos Montreal                                                     | Square Enix                                     |                     | WIN, GNU/LIN, PS4, XOne          |          | Action RPG                            | Deus Ex                                                                                          | Canada  |
| 2016                | Digimon World: Next Order                    | B.B. Studio                                                        | Bandai Namco Entertainment                      |                     | PSV, PS4                         |          |                                       |                                                                                                  | Japonia |
| 2017                | Divinity: Original Sin II                    | Larian Studios                                                     | Larian Studios                                  |                     | WIN                              |          |                                       | Divinity                                                                                         | Belgia  |
| 2016                | Dragon Ball Fusions                          | Ganbarion                                                          | Namco                                           |                     | 3DS                              |          |                                       |                                                                                                  |         |
| 2016                | Dragon Quest Builders                        | Square Enix                                                        | Square Enix                                     |                     | PS3, PSV, PS4                    |          | Action RPG, Open world                | Dragon Quest                                                                                     | Japonia |
| 2016                | Dragon Quest Monsters: Joker 3               | Tose Co.                                                           | Square Enix                                     |                     | 3DS                              |          |                                       | Dragon Quest Monsters                                                                            | Japonia |
| 2016                | Dying Light: The Following                   | Techland                                                           | Warner Bros. Interactive Entertainment          |                     | LIN, WIN, PS4, XOne              |          | Action RPG, Survival horror           |                                                                                                  | Polonia |
| 2016                | Earthlock: Festival of Magic                 |                                                                    |                                                 |                     | PS4, XOne                        |          |                                       |                                                                                                  |         |
| 2016                | Etrian Odyssey V                             | Atlus                                                              | Atlus                                           |                     | 3DS                              |          |                                       |                                                                                                  |         |
| 2016                | Final Fantasy Type-0 Online                  |                                                                    |                                                 |                     | DROI, WIN, iOS                   |          |                                       |                                                                                                  |         |
| 2016                | FINAL FANTASY X/X-2 HD Remaster              | Square Enix                                                        | Square Enix                                     |                     | WIN, PS3, PSV, PS4               |          |                                       |                                                                                                  |         |
| 2016                | Final Fantasy XV                             | Square Enix                                                        | Square Enix                                     |                     | PS4, XOne                        |          | Open world                            | Final Fantasy                                                                                    |         |
| 2016                | Fire Emblem Fates                            | Intelligent Systems                                                | Nintendo                                        |                     | 3DS                              |          | Tactical RPG                          |                                                                                                  |         |
| 2016                | Flame in the Flood, The                      |                                                                    |                                                 |                     | WIN                              |          | Survival game, Roguelike              |                                                                                                  | SUA     |
| 2016                | FNaF World                                   | Scott Cawthon                                                      | Scott Cawthon                                   |                     | WIN                              |          |                                       | Five Nights at Freddy's                                                                          |         |
| 2016                | Genkai Tokki: Seven Pirates                  | Felistella                                                         | Compile Heart                                   |                     | PSV                              |          |                                       |                                                                                                  | Japonia |
| 2016                | Grind Zones                                  | Odnako Games                                                       |                                                 |                     | WIN                              |          | Indie game, Casual, Action, Adventure |                                                                                                  |         |
| 2016                | I Am Setsuna                                 | Tokyo RPG Factory                                                  | Square Enix                                     |                     | WIN, PSV, PS4, NX                |          |                                       |                                                                                                  | Japonia |
| 2016                | Legend of Heroes: Akatsuki no Kiseki, The    | UserJoy Technology                                                 |                                                 |                     | WEB, PSV, PS4                    |          |                                       | The Legend of Heroes                                                                             |         |
| 2016                | Mistborn: Birthright                         |                                                                    |                                                 |                     | PS3, PS4, XOne                   |          | Action RPG                            | Cancelled                                                                                        |         |
| 2016                | Monster Hunter Stories                       | Marvelous                                                          |                                                 |                     | 3DS                              | Original |                                       |                                                                                                  |         |
| 2016                | Mount and Blade II: Bannerlord               | TaleWorlds                                                         | TaleWorlds                                      |                     |                                  |          | Action RPG                            | Mount & Blade                                                                                    |         |
| 2016                | Necropolis                                   | Harebrained Schemes                                                | Bandai Namco Entertainment, Harebrained Schemes |                     |                                  |          | Action RPG                            |                                                                                                  | SUA     |
| 2016                | Okhlos                                       |                                                                    | Devolver Digital                                |                     | LIN, WIN, MAC                    |          | Roguelike, Action                     |                                                                                                  | AR      |
| 2016                | Pocket Mortys                                |                                                                    | Adult Swim                                      |                     | DROI, iOS                        |          |                                       |                                                                                                  | GB      |
| 2016                | Pokémon Moon                                 | Game Freak                                                         | The Pokémon Company                             |                     | 3DS                              |          |                                       | Pokémon main series                                                                              | Japonia |
| 2016                | Pokémon Sun                                  | Game Freak                                                         | The Pokémon Company                             |                     | 3DS                              |          |                                       | Pokémon main series                                                                              | Japonia |
| 2016                | Pokémon Uranium                              |                                                                    |                                                 |                     | WIN                              |          |                                       | Pokémon                                                                                          |         |
| 2016                | Portal Knights                               | Keen Games                                                         | 505 Games                                       |                     |                                  |          | Action RPG                            |                                                                                                  |         |
| 2016                | Rec Room                                     | Against Gravity                                                    | Against Gravity                                 |                     | WIN, PS4                         |          | Action RPG, FPS                       |                                                                                                  | SUA     |
| 2016                | Salt and Sanctuary                           | Ska Studios                                                        |                                                 |                     | WIN                              |          | Action RPG                            |                                                                                                  |         |
| 2016                | Shin Megami Tensei IV: Apocalypse            | Atlus                                                              | Deep Silver, Atlus                              | Sci-fi, Apocalyptic | 3DS                              |          |                                       | Megami Tensei                                                                                    | Japonia |
| 2016                | Shroud of the Avatar: Forsaken Virtues       | Portalarium                                                        |                                                 |                     | LIN, WIN, MAC                    |          | Fantezie                              |                                                                                                  |         |
| 2016                | Star Ocean: Integrity and Faithlessness      | Tri-Ace                                                            | Square Enix                                     | Fantezie            | PS3, PS4                         |          | Action RPG                            | Star Ocean                                                                                       | Japonia |
| 2016                | Stories: The Path of Destinies               |                                                                    |                                                 | Steampunk           | WIN, PS4                         |          | Action RPG                            |                                                                                                  | Canada  |
| 2016                | Sword Art Online: Hollow Realization         |                                                                    | Bandai Namco Entertainment                      |                     | WIN, PSV, PS4                    |          |                                       | Sword Art Online                                                                                 |         |
| 2016                | Tahira: Echoes of the Astral Empire          |                                                                    |                                                 |                     | WIN                              | Original | Tactical RPG                          |                                                                                                  |         |
| 2016                | Tales of Berseria                            | Bandai Namco Entertainment                                         | Bandai Namco Entertainment                      | Fantezie            | WIN, PS3, PS4                    | Original |                                       | Tales                                                                                            | Japonia |
| 2016                | Teenage Mutant Ninja Turtles Legends         |                                                                    |                                                 |                     |                                  |          |                                       |                                                                                                  | Canada  |
| 2016                | Technomancer, The                            | Spiders                                                            | Focus Home Interactive                          |                     | WIN                              |          | Action RPG                            |                                                                                                  |         |
| 2016                | Tom Clancy's The Division                    | Ubisoft Massive                                                    | Ubisoft                                         |                     | WIN, PS4, XOne                   |          | Action RPG, Open world, MMOG, TPS     |                                                                                                  |         |
| 2016                | Tyranny                                      | Obsidian Entertainment                                             | Paradox Interactive                             | Fantezie            | LIN, WIN, MAC                    | Original |                                       |                                                                                                  | SUA     |
| 2016                | Valkyrie Anatomia: The Origin                | Square Enix                                                        | Square Enix                                     | Fantezie            | DROI, iOS                        | Original |                                       | Valkyrie Profile                                                                                 | Japonia |
| 2016                | Witcher 3, The: Wild Hunt – Blood and Wine   | CD Projekt                                                         | CD Projekt                                      | Fantezie            | WIN, PS4, XOne                   |          | Action RPG                            | The Witcher                                                                                      | PL      |
| 2016                | World of Final Fantasy                       | Square Enix                                                        | Square Enix                                     |                     | PSV, PS4                         |          |                                       | Final Fantasy                                                                                    |         |
| 2016                | Yoru no Nai Kuni                             | Gust Co. Ltd.                                                      | Koei Tecmo Holdings                             |                     |                                  |          | Action RPG                            |                                                                                                  |         |
| 2017 (WW)           | Akiba's Beat                                 | Acquire                                                            | Acquire (JP), PQube (EU), Xseed Games (NA)      | Urban fantasy       | PSV                              | Port     | Action RPG                            | Portare a jocului din 2016.                                                                      |         |
| 2017                | .hack//G.U. Last Recode                      | CyberConnect2                                                      | Bandai Namco Entertainment                      |                     | WIN, PS4                         |          | Action RPG                            |                                                                                                  |         |
| 2017                | Absolver                                     | Sloclap                                                            | Devolver Digital                                |                     | WIN, PS4, XOne                   |          | Action RPG                            |                                                                                                  |         |
| 2017                | Another Eden                                 |                                                                    |                                                 |                     | DROI, iOS                        |          |                                       |                                                                                                  |         |
| 2017                | Aporia: Beyond the Valley                    | Investigate North                                                  | Green Man Gaming                                |                     | WIN                              |          | Action RPG                            |                                                                                                  |         |
| 2017                | Blue Reflection                              | Gust Co. Ltd.                                                      | Koei Tecmo Holdings                             |                     | WIN, PSV, PS4                    | Original |                                       |                                                                                                  | Japonia |
| 2017                | Destiny 2                                    | Bungie                                                             | Activision Publishing, Inc.                     |                     | WIN, PS4, XOne                   | Original | Action RPG, FPS                       |                                                                                                  |         |
| 2017                | Cyberdimension Neptunia: 4 Goddesses Online  | Compile Heart, Tamsoft, Idea Factory                               | Idea Factory.                                   |                     | WIN, PS4                         | Original | Action RPG                            | Hyperdimension Neptunia                                                                          |         |
| 2017                | Detention                                    | RedCandleGames                                                     |                                                 |                     | LIN, WIN, MAC                    |          | Survival horror                       |                                                                                                  | TW      |
| 2017                | Dragon Quest XI                              | Square Enix                                                        | Square Enix                                     |                     | 3DS, PS4, NX                     | Original |                                       | Dragon Quest                                                                                     | Japonia |
| 2017                | Expeditions: Viking                          | Logic Artists                                                      | Logic Artists                                   |                     | WIN                              | Original | Tactical RPG                          | Expeditions                                                                                      | DK      |
| 2017                | Fire Emblem Echoes: Shadows of Valentia      | Intelligent Systems                                                | Nintendo                                        |                     | 3DS                              | Remake   | Tactical RPG                          | Fire Emblem                                                                                      | Japonia |
| 2017                | Fire Emblem Heroes                           | Intelligent Systems, Nintendo Entertainment Planning & Development | Nintendo                                        |                     | DROI, iOS                        | Original | Tactical RPG                          | Fire Emblem                                                                                      | Japonia |
| 2017                | Flinthook                                    | Tribute Games                                                      | Tribute Games                                   |                     | WIN, PS4, XOne                   |          | Roguelike, Platform game              |                                                                                                  |         |
| 2017                | God Wars: Future Past                        | Kadokawa Corporation                                               | Nippon Ichi Software, Kadokawa Corporation      |                     | PSV, PS4                         | Original |                                       |                                                                                                  | Japonia |
| 2017                | Grimoire: Heralds of the Winged Exemplar     | Golden Era Games                                                   | Golden Era Games                                |                     | WIN                              |          | TBS, Dungeon crawl, Strategy          |                                                                                                  |         |
| 2017                | Hakoniwa Company Works                       | Nippon Ichi Software                                               | Nippon Ichi Software                            |                     | PS4                              |          | Tactical RPG, Open world              |                                                                                                  |         |
| 2017                | Horizon Zero Dawn                            | Guerrilla Games                                                    | Sony Interactive Entertainment                  |                     | PS4                              | Original | Action RPG, Open world                |                                                                                                  |         |
| 2017                | Kamiko                                       |                                                                    |                                                 |                     | NX                               |          | Action                                |                                                                                                  |         |
| 2017                | Kingdom Hearts HD 2.8 Final Chapter Prologue | Square Enix                                                        | Square Enix                                     |                     | PS4                              | Comp     | Action RPG                            | Kingdom Hearts                                                                                   |         |
| 2017                | Lost Sphear                                  |                                                                    | Square Enix                                     | Steampunk, Fantasy  | PS4, WIN, NX                     | Original |                                       |                                                                                                  | Japonia |
| 2017                | Mario + Rabbids Kingdom Battle               | Ubisoft Paris, Ubisoft Milan                                       | Ubisoft                                         |                     | NX                               | Original | Tactical RPG                          | Raving Rabbids, franciza Mario                                                                   |         |
| 2017                | Mass Effect: Andromeda                       | BioWare                                                            | Electronic Arts                                 |                     | WIN, PS4, XOne                   | Original | Action RPG, TPS                       | Mass Effect                                                                                      | Canada  |
| 2017                | Megadimension Neptunia VIIR                  | Compile Heart, Silicon Studio                                      | Idea Factory                                    |                     | WIN, PS4                         | Port     |                                       | Refacere VR îmbunătățită a Megadimension Neptunia VII                                            |         |
| 2017                | Monster Hunter XX                            | Capcom                                                             | Capcom                                          |                     | 3DS                              | Port     | Action RPG                            | Monster Hunter                                                                                   | Japonia |
| 2017                | NieR:Automata                                | Platinum Games                                                     | Square Enix                                     |                     | WIN, PS4                         |          | Action RPG                            |                                                                                                  |         |
| 2017                | Nioh                                         | Team Ninja                                                         | Sony Interactive Entertainment                  |                     | WIN, PS4                         |          | Action RPG                            |                                                                                                  |         |
| 2017                | Pit People                                   | The Behemoth                                                       |                                                 |                     | WIN, XOne                        |          | TBS, Action RPG                       |                                                                                                  | SUA     |
| 2017                | Pyre                                         | Supergiant Games                                                   | Supergiant Games                                |                     | WIN, PS4                         |          | Action RPG                            |                                                                                                  | SUA     |
| 2017                | Red Ash: The Indelible Legend                | Comcept                                                            |                                                 |                     | WIN                              |          | Action RPG, Open world                |                                                                                                  |         |
| 2017                | Shiness: The Lightning Kingdom               |                                                                    | Focus Home Interactive                          |                     | WIN, PS4, XOne                   |          | Action RPG                            |                                                                                                  | FR      |
| 2017                | South Park: The Fractured But Whole          | Q16681625                                                          | Ubisoft                                         |                     | WIN, PS4, XOne                   |          |                                       |                                                                                                  |         |
| 2017                | Stellar Overload                             | Cubical Drift                                                      |                                                 |                     | LIN, WIN, MAC                    |          | Adventure, Open world                 |                                                                                                  |         |
| 2017                | Surge, The                                   | Deck13 Interactive                                                 | Focus Home Interactive                          | Sci-fi              | WIN, PS4, XOne                   |          | Action RPG                            |                                                                                                  |         |
| 2017                | Torment: Tides of Numenera                   | inXile entertainment                                               | Techland                                        |                     | LIN, WIN                         |          |                                       |                                                                                                  |         |
| 2017                | Valkyria Revolution                          | Media.Vision                                                       | Sega Games, Deep Silver                         | Fantezie            | PSV, PS4, XOne                   |          | Action RPG                            | Valkyria                                                                                         | Japonia |
| 2017                | Vampyr                                       | Dontnod Entertainment                                              | Focus Home Interactive                          |                     | WIN, PS4, XOne                   |          | Action RPG                            |                                                                                                  |         |
| 2017                | Vikings: Wolves of Midgard                   | Games Farm                                                         |                                                 |                     | WIN                              |          | Action RPG                            |                                                                                                  |         |